# Wadi Qelt

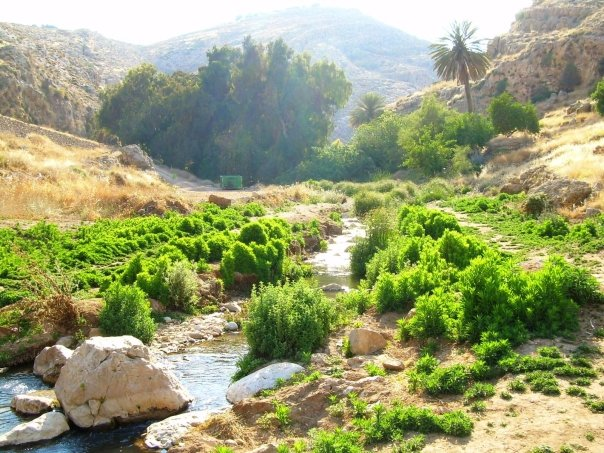
Un arroyo del Wadi Qelt.

El Wadi Qelt (en árabe: وادي القلط‎‎; también: Wadi al-Qult, Wadi el-Qult, Wadi Qilt o Wadi Qult), también conocido en hebreo como Nahal Prat (en hebreo: נחל פרת‎ פרת), es un uadi de Cisjordania que nace cerca de Jerusalén y termina cerca de Jericó, junto al mar Muerto, lugar en el que se une al río Jordán.
El Wadi Qelt contiene una variedad única de flora y fauna. El monasterio de San Jorge de Coziba y la sinagoga de Wadi Qelt se encuentran en el uadi, que se suele identificar con el Perath bíblico mencionado en Jeremías 13:5.

## Historia

### Historia Antigua
Según algunas versiones, una serie de pasajes bíblicos podrían aludir al Wadi Qelt o al camino que corría paralelo a élː la huida de David de Absalón, la huida de Sedecías de los babilonios, la historia del buen samaritano y los viajes que Jesús realizó entre Jericó y Jerusalén.
El Wadi Qelt contiene monasterios y antiguos lugares cristianos. También hay varios acueductos a lo largo de su curso, siendo el más antiguo de ellos del periodo asmoneo (siglo II a. C.). Los acueductos transportaban el agua de los tres principales manantiales hacia el valle a Jericó. La sinagoga de Wadi Qelt, construida como parte de un palacio real de invierno asmoneo, está considerada una de las sinagogas más antiguas del mundo.  El Wadi Qelt fue la ubicación de los palacios de invierno de los reyes asmoneos y de Herodes I el Grande. Qubur Bani Isra'il es una enorme estructura de piedra que se erige en una altiplanicie rocosa frente al Wadi Qelt.
Juan de Tebas fundó el Monasterio de San Jorge de Coziba alrededor del año 480 d. C.; en el siglo VI se convirtió en un importante centro espiritual bajo San Jorge de Coziba. Durante siglos, los ermitaños que vivían en las cuevas de los acantilados cercanos se solían reunir en el monasterio para una misa y una comida comunal cada semana.

### Ocupación israelí

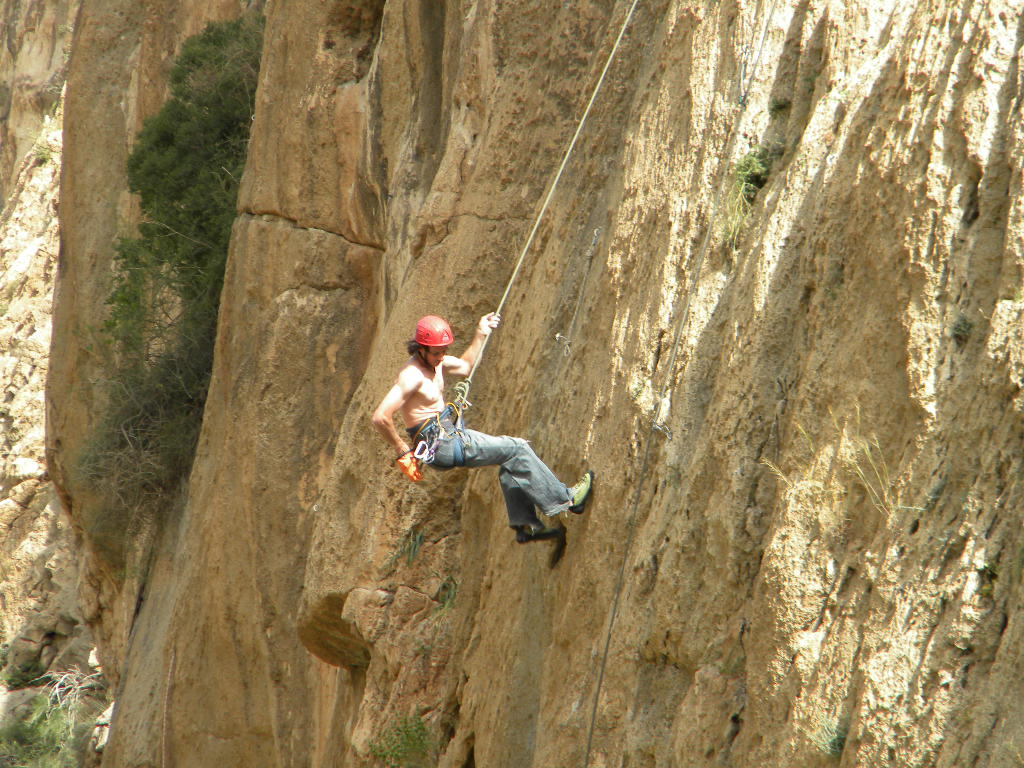
Rápel en el Wadi Qelt.

Tras la Guerra de los Seis Días en 1967, el Wadi Qelt fue ocupado militarmente por Israel junto con el resto de Cisjordania. Como consecuencia, algunas partes del uadi fueron declaradas reserva natural y pasaron a conocerse como la Reserva Natural Ein Prat.
La ruta del Wadi Qelt es bastante popular entre los senderistas palestinos e israelíes. Se puede ir caminando desde la ciudad de Hizma hasta Jericó, un viaje de 25 kilómetros con un descenso de 850 metros. Por otro lado, muchos pastores beduinos todavía usan el wadi para desarrollar sus labores de pastoreo.
El 20 de diciembre de 1968, el coronel israelí Zvi Ofer (Tzvika Ofer), comandante de la unidad de élite Haruv, exgobernador militar de Nablus y receptor de la medalla israelí al valor, murió en combate en el Wadi Qelt mientras perseguía a militantes palestinos que habían cruzado el Jordán.
Una serie de senderistas israelíes murieron en el Wadi Qelt como consecuencia de ataques perpetrados por militantes palestinos durante los años noventa. Dror Forer y Eran Bachar murieron tiroteados el 9 de octubre de 1993; el soldado Ohad Bachrach, del asentamiento israelí de Bet El, junto con su compañero Ori Shahor murieron por disparos el 18 de julio de 1995; Hagit Zavitzky, residente del asentamiento de Kfar Adunim, y Liat Kastiel fueron acuchilladas por un pastor beduino en una cueva el 25 de abril de 1997.
Las autoridades palestinas trataron en 2015 de crear rutas para senderistas en el Wadi Qelt, pero las señalizaciones fueron destruidas poco después.

## Lugares de interés

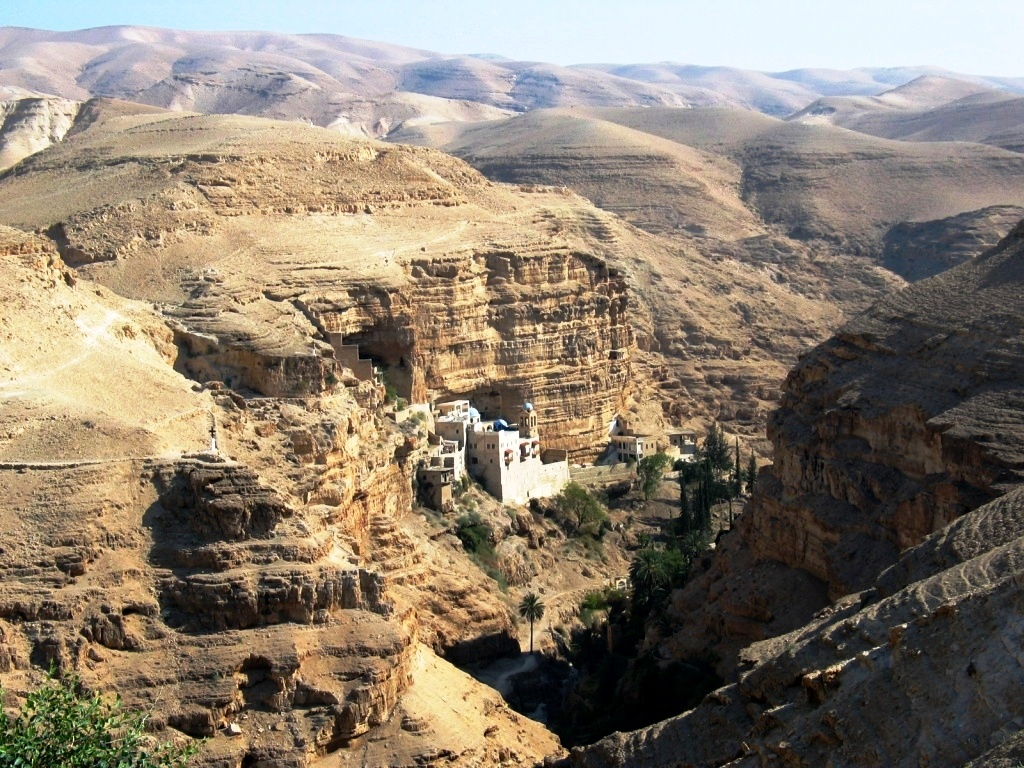
El monasterio de San Jorge de Coziba, en el Wadi Qelt.

### Acueductos
En el Wadi Qelt hay numerosos acueductos construidos para trasladar el agua de tres manantiales cercanos (Farah, Fawwal y Qilt) a diversas ubicaciones cercanas, como el monasterio de San Jorge de Coziba o los palacios asmoneo y herodiano.

### Monasterio de San Jorge de Coziba
El monasterio de San Jorge de Coziba se encuentra enclavado en un acantilado del Wadi Qelt. Construido en el siglo VI, sigue habitado a día de hoy por monjes ortodoxos y se puede visitar a través de un puente peatonal que cruza el Wadi Qelt. 

### Sinagoga de Wadi Qelt
En 1998 se encontraron en el Wadi Qelt los restos de la sinagoga más antigua del mundo, que data aproximadamente de los años 50-70 a. C. y formaba parte de un complejo palaciego asmoneo. Se trata de una sinagoga pequeña y de modesta decoración, hecha de piedra y ladrillo, con una zona de baño ritual, siete u ocho habitaciones adyacentes y una sala central, rodeada por una columnata. Un terremoto destruyó la sinagoga y el palacio de invierno cercano en el año 31 a. C., tras lo que Herodes I el Grande reconstruyó parte del palacio, aunque no la sinagoga.